# Acte clair
Acte clair of Acte éclairé is een principe uit het Europees Unierecht. Het houdt in dat wanneer een vonnis, arrest of een rechtsregel duidelijk genoeg is, een lidstaat geen verplichting heeft om een prejudiciële vraag te stellen aan het Hof van Justitie van de Europese Unie.
De acte clair-doctrine dateert van het CILFIT-arrest van 1982 waarin het Hof de zogenaamde CILFIT-criteria ontwikkelde. Hoewel het Hof volgens sommige rechtsleer initieel een enge interpretatie gaf hieraan, geeft het Hof er nu een flexibelere invulling aan.